# نادي الفتح (العراق)
نادي الفتح الرياضي هو فريق كرة قدم عراقي مقره في الرصافة، بغداد، يلعب في الدوري العراقي الدرجة الثالثة.

## روابط خارجية
- نادي الفتح على Goalzz.com
- أندية العراق - تواريخ التأسيس